# بری ام. مک‌کوی
 بری ام مک‌کوی (انگلیسی: Barry M. McCoy؛ زاده ۱۴ دسامبر ۱۹۴۰) فیزیک‌دان اهل ایالات متحده آمریکا است. او به همراه
دو تن از همکارانش در دانشگاه به نام‌های تای سون و الکساندر زامولودچیکوف، برای کارش در مکانیک آماری مدل آیزینگ برنده جایزه دنی هینمن در فیزیک ریاضی ۱۹۹۹ شد.